# 吉安·多梅尼科·羅馬格諾西
吉安·多梅尼科·羅馬格諾西（義大利語：Gian Domenico Romagnosi，1761年12月11日—1835年6月8日）是一名義大利哲學家、經濟學家和法學家。

## 生平
羅馬格諾西出生於薩爾索馬焦雷泰爾梅。1782年至1786年，他在帕爾馬大學學習法律。1791年，他成為特倫托的首席民事法官。在18世紀末至19世紀初，特倫托相繼被法國、義大利和奧地利統治。1799年，羅馬格諾西因被指控同情法國人而在因斯布魯克被奧地利拘留了15個月，但他被宣告無罪釋放。1801年，法國佔領特倫托，他被提升為高級議會秘書。他先後在帕爾馬、帕維亞、比薩和米蘭擔任法律教授。拿破崙倒台後，他失去了在米蘭大學的職位，但仍繼續講學到1817年。1818年，他因叛國罪再次在威尼斯受審，但再次獲判無罪釋放。卡洛·卡塔內奧是他的學生，他的思想在很大程度上受到他的影響。他於1835年在米蘭去世。
他最著名的作品是《世界公法研究導論》（Introduzione allo studio del diritto pubblico universale，2卷，帕爾馬，1805年）。

## 電磁學
雖然羅馬格諾西不是科學家，但他做了一些伏打電堆及其對指南針影響的實驗。他於1802年在義大利報紙上發表了兩篇有關他發現的文章。有時人們認為他發現了電和磁之間的關係，這比漢斯·克里斯蒂安·奧斯特在1820年發現電磁學早了大約二十年。然而，他的實驗並未涉及電流，僅顯示伏打電堆產生的靜電荷可使磁針偏轉。然而，正如約瑟夫·哈梅爾（Joseph Hamel）所指出的，羅馬格諾西的發現記錄在約瑟夫·伊桑（Joseph Izarn）的著作《Manuel du Galvanisme》（1805年）中，其中明確提到了電流（courant galvanique）。喬凡尼·阿爾蒂尼的著作《Essai théorique et expérimental sur le Galvanisme》（1804年）第340頁 （页面存档备份，存于）也有提及：「Cette nouvelle propriété du galvanisme a été constatée par d'autres observateurs, et dernièrement par M. Romanesi, physicien de Trente, qui a reconnu que le galvanisme faisait décliner l'aiguille aimantée.」，也就是說「其他觀察家注意到了電磁學的這種新特性，最近特倫托的物理學家M·羅曼內西先生也注意到了，他認為電磁使磁針下降」。哈梅爾指出，阿爾蒂尼當時也在與奧斯特聯絡。